# Il sistema
(Romolo Fabrizi detto Rosso)
Il sistema è una serie televisiva italiana del 2016. Prodotta da Rai Fiction e Italian International Film è stata trasmessa su Rai 1 e Rai HD dal 18 aprile al 17 maggio 2016.

## Trama
Roma, dove politici e buona società sono connessi alla criminalità di strada da un unico filo nero: una banda di criminali che controlla prestiti a usura, traffici di merce contraffatta, spaccio di droga e soprattutto riciclaggio di denaro proveniente da attività illecite della 'ndrangheta, che si affida a loro per investire i proventi del narcotraffico.
La banda, capitanata da Guido Alcamo, un avvocato collezionista d'arte, e dal Rosso, legati entrambi ad ambienti dell'estrema destra (quest'ultimo ultimo sopravvissuto della vecchia Banda della Magliana), controlla appalti, riciclaggio di rifiuti, società estere ed è pronta a minacciare, picchiare e uccidere chi le sbarra la strada. Ma commette un errore: uno degli industriali taglieggiati si uccide. Si tratta del fratello di un maggiore della Guardia di Finanza, Alessandro Luce (che al momento del suicidio del fratello insegna all'Accademia di Bari e, appresa la drammatica notizia, decide di tornare a Roma), il quale subito sospetta che dietro quella morte si nasconda qualcosa di più di una crisi personale. L'azienda di famiglia, infatti, era in crisi e Alessandro capisce che per sopravvivere suo fratello aveva cominciato ad accettare denaro dagli strozzini. Alessandro potrebbe arrestarli, ma non gli basta. Vuole arrivare a chi sta sopra, vuole smontare, pezzo per pezzo, il sistema criminale che sta infestando Roma come un cancro.
Per questo Alessandro, con l'appoggio del GICO, decide di infiltrarsi. Si finge socio dell'amico Oreste Setola come un affarista con pochi scrupoli e si offre alla banda per qualsiasi lavoro sporco loro richiedano. Un'impresa rischiosa - dove un errore può costare la vita - ma che può permettere ad Alessandro di scalare la piramide dei complici e degli affiliati, arrivare ai mandanti ultimi, agli insospettabili ovvero a Don Gaetano Talarico della cosca di Santa Maria e il super latitante Nicola Nardelli. Quello che il maggiore scoprirà durante la sua indagine andrà al di là di quanto si aspettava, ma soprattutto lo porterà a conoscere Daria Fabbri, la contabile della banda, una mente raffinata, capace di lavare il denaro sporco investendolo in fondi esteri e in imprese perfettamente legali. Alessandro finge con lei di essere quello che non è, finché una drammatica serie di avvenimenti non lo costringerà a gettare la maschera e a giocare con Daria a carte scoperte. Dopo un viaggio in Turchia da Nardelli per conto della banda, Alessandro viene scoperto grazie alla soffiata di Piero Malavoglia e viene torturato dai fratelli Regina ma verrà salvato in extremis dalla squadra del capitano Ferro con l'aiuto della Fabbri. Il Rosso, Massimo Regina, Don Talarico e il banchiere Paolucci vengono arrestati mentre Alcamo e Riccardo Regina tentano la fuga verso la Francia portando con sé il maggiore con il figlio e la sorella ma verranno fermati dallo stesso Luce che riuscirà a liberarsi; Alcamo decide subito di collaborare all'arresto di Nardelli ma Regina riesce a sgozzarlo prima dell'arrivo della Guardia di Finanza. Don Gaetano viene sostituito dal fratello Gaspare che manda a Roma il nipote Salvo Diamanti, figlio di una cugina di Don Gaetano e laureato in Economia all'estero.
L'unico modo per arrivare a Nardelli è quindi la Fabbri che decide di infiltrarsi lei stessa sostituendo Alcamo per conto di Diamanti e dell'onorevole Pesce, affiliato del clan. Mentre viene trasportato dall'ospedale al carcere, il Rosso viene liberato grazie a Manomozza e ai suoi uomini ma l'amico muore per le ferite riportate nello scontro con Luce e la Ferro. Il Rosso si reca a casa di Daria per vendicarsi di lei e anche di Luce arrivato nell'abitazione ma viene fermato dall'intervento perentorio della Ferro che lo distrae e salva Alessandro che lo uccide.
Il carico di droga proveniente dalla Colombia, transitato dalla Turchia che sarebbe dovuto arrivare a Bari non arriva a destinazione perché Luce lo fa sostituire in tempo e così Nardelli è costretto a venire in Italia per mediare di persona con i Talarico. Così facendo il GICO arresta lui e tutto il clan calabrese. Daria Fabbri aveva sentito di nascosto dire dalla Bulgarelli che avrebbe dovuto scontare comunque un anno di carcere dai venti previsti e così, durante una visita alla tomba del padre, elude la Guardia di Finanza e scappa in Colombia accolta dal boss narcotrafficante Rodrigo Ortega non prima di aver svuotato i conti off-shore schermati di diamanti e aver salutato per sempre Alessandro con un sms.

## Puntate
| n° | Prima TV       | Sceneggiatura a cura di                |
| -- | -------------- | -------------------------------------- |
| 1  | 18 aprile 2016 | Sandrone Dazieri e Valter Lupo         |
| 2  | 25 aprile 2016 | Stefano Sardo                          |
| 3  | 2 maggio 2016  | Filippo Kalomenìdis e Leonardo Valenti |
| 4  | 9 maggio 2016  | Giovanna Koch                          |
| 5  | 16 maggio 2016 | Mariangela Barbanente                  |
| 6  | 17 maggio 2016 | Sandrone Dazieri e Valter Lupo         |

## Accoglienza
La serie ha debuttato su Rai 1 il 18 aprile 2016 con 4.621.000 di telespettatori e il 18,47% di share. La media dei sei episodi è stata di 4.283.000 telespettatori con il 17,2% di share.

## Produzione
La serie è stata finanziata con 200.000 euro dalla Apulia Film Commission e la produzione si è avvalsa della consulenza tecnica della Guardia di Finanza. Le riprese si sono svolte a Roma tra marzo e maggio 2015 e poi in Puglia tra Bari, Monopoli, Fasano, Santeramo in Colle e Acquaviva delle Fonti per proseguire a Milano e a Istanbul.